# 雄禦市
雄禦市（越南语：／），又译鸿御市，是越南同塔省下辖的一个省辖市。

## 地理
雄禦市东接新雄县，西接雄禦縣，南接三农县，北接柬埔寨。

## 历史
2008年12月23日，雄禦縣以雄禦市镇、新会社、平盛社、安平A社、安平B社1市镇4社和常乐社部分区域析置雄禦市社；雄禦市镇分设为安禄坊和安盛坊，常乐社部分区域改制为安乐坊。
2018年12月19日，雄禦市社被评定为三级城市。
2020年9月18日，安平A社改制为安平A坊，安平B社改制为安平B坊；雄禦市社改制为雄禦市。

## 行政区划
雄禦市下辖5坊2社，市人民委员会位于安禄坊。
- 安平A坊（Phường An Bình A）
- 安平B坊（Phường An Bình B）
- 安乐坊（Phường An Lạc）
- 安禄坊（Phường An Lộc）
- 安盛坊（Phường An Thạnh）
- 新会社（Xã Tân Hội）
- 平盛社（Xã Bình Thạnh）